# Hapteno
O termo hapteno, cunhado por Landsteiner em 1920, designa toda espécie molecular não imunogênica ao receptor, que quando combinada com uma macromolécula imunogênica carregadora ("carrier") se torna capaz de desencadear uma resposta imune específica no hospedeiro.
Essas moléculas orgânicas, naturais ou sintéticas de baixa massa molecular (inferior a 1 kDa), penetram na epiderme, se conjugam na maioria das vezes com proteínas do corpo e assim são carreadas, sendo que os haptenos, os quais têm propriedade de antigenicidade, jamais poderiam induzir uma resposta imune quando administradas sozinhas. O conjunto hapteno-carreador é chamado conjugado.
O conceito de hapteno se estende a toda molécula natural (lipídeos, nucleotídeos, etc...) não imunogênica por si pr
própria mas podendo manifestar sua especificidade quando conjugado.
O potencial de sensibilização do hapteno não pode ser previsto pela sua estrutura química. Existe uma correlação como o número de haptenos conjugados com o carregador e a sua capacidade de penetrar na pele. O conjugado forma uma espécie de antígeno específico novo, a qual se comporta como um epítopo novo (ou diversos epítopos conforme a dimensão), porém  tem determinantes antigênicos nativos do carreador e também novos determinantes do hapteno. Haptenos livres, entretanto, podem reagir com produtos da resposta imune depois que tais produtos são lançados.  

## Função
Muitas substâncias biologicamente importantes como fármacos, hormônios peptídeos e hormônios esteroides têm a propriedade de agir como haptenos, que podem ser conjugados para produzir anti-haptenos específicos e assim medir a concentração essa substância em uma solução em um exame laboratorial. Por exemplo, no exame caseiro de gravidez que investiga a presença de Gonadotrofina coriônica humana (GCH) na urina, o GCH atua como hapteno. 

## Patologias
Alguns haptenos podem induzir a doença autoimune. Um exemplo é a hidralazina, um medicamento usado para reduzir a pressão arterial, mas que pode causar lúpus eritematoso sistêmico em alguns indivíduos. Isto também parece ser o mecanismo pelo qual halotano, um gás anestésico, pode causar hepatite autoimune, e o mecanismo através do qual os fármacos, tais como penicilina, podem causar anemia hemolítica autoimune.
Haptenos também podem causar uma reação de hipersensibilidade, como no caso do urushiol, a toxina da hera venenosa. Quando se entra em contato com essa planta pela primeira vez, o urushiol sofre oxidação nas células da pele para gerar o hapteno real, uma molécula chamada de quinona reativa, que reage com as proteínas transportadoras da pele e gera resposta imune. O primeiro contato geralmente causa sensibilização, com uma proliferação de linfócitos T efectores. Após uma segunda exposição, os linfócitos T podem ser ativados, proliferar e gerar uma reação imunológica (inflamação, vermelhidão, lesão, coceira e bolhas) típica do contato com heras venenosas.